# Xiaomi Mi 5
Xiaomi Mi 5 — смартфон від китайської компанії Xiaomi, що входить до флагманської серії Mi. Був представлений 24 лютого 2016 року на MWC 2016 разом із Xiaomi Mi 4S. Також існують модифікації Xiaomi Mi 5 Prime та Xiaomi Mi 5 Pro. Вони відрязняються більш розігнаним процесором і більшим об'ємом пам'яті. Крім цього модель Mi 5 Pro отримала варіант задньої панелі з кераміки. Ці дві модифікації продавалися виключно в Китаї.

## Дизайн
Екран виконаний зі скла Corning Gorilla Glass 4. Задня панель Mi 5 та Mi 5 Prime виконана зі скла Gorilla Glass 4, а Mi 5 Pro залежно від варіанту отримав задню паенль зі скла Gorilla Glass 4 або кераміки. Бокова частина виконана з алюмінію.
На нижній рамці екрану знаходяться 2 сенсорні кнопки та механічна кнопка «додому», в яку вбудований сканер відбитку пальця.
Знизу розміщені роз'єм USB-C, динамік та стилізований під динамік мікрофон. Зверху розташовані 3.5 мм аудіороз'єм, другий мікрофон та ІЧ-порт. З лівого боку смартфона знаходиться слот під 2 SIM-картки. З правого боку розміщені кнопки регулювання гучності та кнопка блокування смартфону.
Xiaomi Mi 5 та Mi 5 Prime продавалися в 3 кольорах: чорному, білому та золотому.
Xiaomi Mi 5 Pro продавався в 3 варінтах: чорному (з керамікою) та білому (з керамікою або склом).

## Технічні характеристики

### Платформа
Mi 5 отримав процесор Qualcomm Snapdragon 820 з графічним процесором Adreno 530. Стандартний варіант має 2 ядра Kryo із тактовою частотою 1,8 ГГц і два ядра Kryo із тактовою частотою 1,36 ГГц, а Mi 5 Prime та Mi 5 Pro —— 2 ядра Kryo із тактовою частотою 2,15 ГГц і два ядра Kryo із тактовою частотою 1,6 ГГц

### Батарея
Батарея має ємність 3000 мА·год та підтримку 18-ватної швидкої зарядки Quick Charge 3.0.

### Камера
Смартфон отримав основну камеру 16 Мп, f/2.0 з фазовим автофокусом, 4-осьовою оптичною стабілізацією зображення та здатністю запису відео в роздільній здатності 4K@30fps. Фронтальна камера отримала роздільність 4 Мп, діафрагму f/2.0 та можливість запису відео в роздільній здатності 1080p@30fps.

### Екран
Екран IPS LCD, 5,15", FullHD (1920 × 1080) зі співвідношенням сторін 16:9 та щільністю пікселів 428 ppi.

### Пам'ять
Mi 5 продавався в комплектації 3/32 ГБ, Mi 5 Prime — в 3/64 ГБ, а Mi 5 Pro в — 4/128 ГБ. 

### Програмне забезпечення
Смартфон був випущений на MIUI 7, що базувалася на Android 6.0 Marshmallow і був оновлений до MIUI 10 на базі Android 8.0 Oreo.